# Куага
Куага (Equus quagga quagga) е изчезнал подвид на равнинната зебра (зебра на Бърчел). Видян е за последно през 1883 г. в Амстердам, Холандия, където последният екземпляр умира в зоопарка Артис Магистра. В природата последната дива куага е убита през 1878 г.
Родината ѝ е Южна Африка. В областта на главата има характерната окраска на зебра, а задната част прилича повече на кон. Фермерите я обучавали и използвали за пазене на стадата.

## Опитомяване
През 30-те години на ХІХ век куага били внесени в Европа. Тези животни били лесни за опитомяване и били използвани за теглене на каручки, каляски и файтони. По онова време никой не подозирал, че след по-малко от 50 години подвидът ще изчезне от лицето на земята.